# Victor W. Steinmann
Victor W. Steinmann (1969) es un botánico estadounidense. Se desempeña como investigador asociado a la Facultad de Ciencias Naturales de la Universidad Autónoma de Querétaro, realizando la descripción sistemática de la familia Euphorbiaceae y en la florística de México.
En el 2001 obtuvo su doctorado en la Claremont Graduate University.

## Honores
La especie (Asteraceae) Verbesina steinmannii P. Carrillo fue nombrada en su honor.

## Algunas publicaciones
- Steinmann, vw. 1996. A revision of the Euphorbia dioscoreoides complex (Euphorbiaceae). Aliso 14: 219–226
- ----; rs Felger. 1997. The Euphorbiaceae of Sonora, Mexico. Aliso 16: 1–71
- ----; a Ramírez-Roa. 1999. Euphorbia gradyi (Euphorbiaceae), a new stem-succulent species from Mexico. Haseltonia 6: 102–106
- ----. 2001. New Euphorbiaceae from Mexico. Aliso 19: 181–186
- ----. 2002. Diversidad y endemismo de la familia Euphorbiaceae en México. Acta Bot. Mexicana 61: 61–93
- ----; jm Porter. 2002. Phylogenetic relationships in Euphorbieae (Euphorbiaceae) based on ITS and ndhF sequence data. Ann. Missouri Bot. Gard. 89: 453–490
- Cervantes, a; vw Steinmann, a Flores Olvera. 2003. Adelia cinera, formerly in Bernardia. Brittonia 55: 4–9
- ----. 2003. The submersion of Pedilanthus into Euphorbia (Euphorbiaceae). Acta Bot. Mexicana 65: 44–50
- ----. 2004. Urtica praetermissa (Urticaceae): una nueva especie del centro de México. Acta Botánica Mexicana 69: 141–147
- ----. 2005. New Euphorbiaceae from Mexico. II. Contr. Univ. Michigan Herb. 24: 173–187

- La abreviatura «V.W.Steinm.» se emplea para indicar a Victor W. Steinmann como autoridad en la descripción y clasificación científica de los vegetales.[2]